# Parafia Świętego Krzyża w Anchorage
Parafia Świętego Krzyża w Anchorage – parafia rzymskokatolicka, terytorialnie i administracyjnie należąca do archidiecezji Anchorage-Juneau, erygowana 22 lipca 1984. Według stanu na październik 2021, w parafii posługiwał i pełnił funkcję proboszcza Fr. Patrick Travers a pomagał mu wikariusz Fr. Dan Herbert. 